# Ontinyent CF
Az Ontinyent CF, teljes nevén Ontinyent Club de Fútbol egy spanyol labdarúgócsapat. A klubot 1947-ben alapították, jelenleg a harmadosztályban szerepel.

## Jelenlegi keret
| #  |        | Poszt | Név                      |
| -- | ------ | ----- | ------------------------ |
| 1  | ESP    | K     | Reguero                  |
| 2  | ESP    | KP    | Roselló                  |
| 3  | ESP    | V     | César Soriano            |
| 4  | ESP    | V     | Gonzalo (Csapatkapitány) |
| 7  | ESP    | KP    | Javi Vicente             |
| 8  | ESP    | KP    | Gabri                    |
| 11 | ESP    | CS    | Kikín                    |
| 12 | Panama | CS    | Quintero                 |
| 13 | ESP    | K     | Rubén García             |
| 14 | POR    | KP    | Feli Condesso            |
|    | ESP    | V     | Soldevilla               |
|    | ESP    | KP    | Juanjo                   |
| 15 | ESP    | V     | Arturo                   |

| #  |     | Poszt | Név             |
| -- | --- | ----- | --------------- |
| 16 | ESP | KP    | Rubio           |
| 17 | ESP | V     | Diego Alegre    |
| 19 | ESP | KP    | Navarro         |
| 20 | ESP | KP    | Fuentes         |
| 21 | ESP | KP    | Montava         |
| 25 | ESP | K     | Ramos           |
| 28 | ESP | KP    | Ramiro          |
| 29 | SWE | KP    | Vlado           |
| 30 | ESP | KP    | Juanan          |
| 31 | ESP | K     | Kiko Moreno     |
|    | ESP | CS    | Rubén Rosquete  |
|    | ESP | CS    | Óscar           |
|    | ESP | V     | Jonathan de Amo |

## Statisztika
| Szezon  | Osztály | Poz. | Copa del Rey |
| ------- | ------- | ---- | ------------ |
| 1955/56 | 3ª      | 8.   |              |
| 1956/57 | 3ª      | 7.   |              |
| 1957/58 | 3ª      | 11.  |              |
| 1958/59 | 3ª      | 7.   |              |
| 1959/60 | 3ª      | 4.   |              |
| 1960/61 | 3ª      | 2.   |              |
| 1961/62 | 3ª      | 7.   |              |
| 1962/63 | 3ª      | 1.   |              |
| 1963/64 | 2ª      | 10.  |              |
| 1964/65 | 2ª      | 15.  |              |
| 1965/66 | 3ª      | 2.   |              |
| 1966/67 | 3ª      | 2.   |              |
| 1967/68 | 3ª      | 1.   |              |
| 1968/69 | 2ª      | 15.  |              |
| 1969/70 | 2ª      | 9.   |              |
| 1970/71 | 2ª      | 18.  |              |

| Szezon  | Osztály | Poz. | Copa del Rey |
| ------- | ------- | ---- | ------------ |
| 1971/72 | 3ª      | 7.   |              |
| 1972/73 | 3ª      | 8.   |              |
| 1973/74 | 3ª      | 7.   |              |
| 1974/75 | 3ª      | 9.   |              |
| 1975/76 | 3ª      | 11.  |              |
| 1976/77 | 3ª      | 10.  |              |
| 1977/78 | 2ªB     | 17.  |              |
| 1978/79 | 2ªB     | 10.  |              |
| 1979/80 | 2ªB     | 20.  |              |
| 1980/81 | 3ª      | 11.  |              |
| 1981/82 | 3ª      | 5.   |              |
| 1982/83 | 3ª      | 9.   |              |
| 1983/84 | 3ª      | 8.   |              |
| 1984/85 | 3ª      | 16.  |              |
| 1985/86 | 3ª      | 7.   |              |
| 1986/87 | 3ª      | 15.  |              |

| Szezon  | Osztály | Poz. | Copa del Rey |
| ------- | ------- | ---- | ------------ |
| 1987/88 | 3ª      | 6.   |              |
| 1988/89 | 3ª      | 4.   |              |
| 1989/90 | 3ª      | 2.   |              |
| 1990/91 | 3ª      | 4.   |              |
| 1991/92 | 3ª      | 3.   |              |
| 1992/93 | 3ª      | 6.   |              |
| 1993/94 | 3ª      | 2.   |              |
| 1994/95 | 2ªB     | 10.  |              |
| 1995/96 | 2ªB     | 18.  |              |
| 1996/97 | 3ª      | 2.   |              |
| 1997/98 | 2ªB     | 13.  |              |
| 1998/99 | 2ªB     | 14.  |              |
| 1999/00 | 2ªB     | 19.  |              |
| 2000/01 | 3ª      | 16.  |              |
| 2001/02 | 3ª      | 11.  |              |

| Szezon  | Osztály | Poz. | Copa del Rey |
| ------- | ------- | ---- | ------------ |
| 2002/03 | 3ª      | 13.  |              |
| 2003/04 | 3ª      | 6.   |              |
| 2004/05 | 3ª      | 12.  |              |
| 2005/06 | 3ª      | 6.   |              |
| 2006/07 | 3ª      | 4.   |              |
| 2007/08 | 2ªB     | 6.   |              |
| 2008/09 | 2ªB     | 7.   |              |
| 2009/10 | 2ªB     | 3.   |              |
| 2010/11 | 2ªB     | —    |              |

## Külső hivatkozások
- Hivatalos weboldal (spanyolul)
- Futbolme (spanyolul)